# Église Saint-Pierre de Landelles-et-Coupigny
Pour les articles homonymes, voir Église Saint-Pierre.
L'église Saint-Pierre est une église catholique située à Landelles-et-Coupigny, en France. Datant des XVe, XVIe et XVIIe siècles, elle est inscrite au titre des Monuments historiques.

## Localisation
L'église est située dans le département français du Calvados, dans le bourg de Landelles-et-Coupigny.

## Architecture
L'édifice est inscrit au titre des monuments historiques depuis le 19 septembre 1928.

## Mobilier
L'église abrite plusieurs œuvres classées ou inscrites à titre d'objets monuments historiques, dont cinq statues et la clôture du chœur.

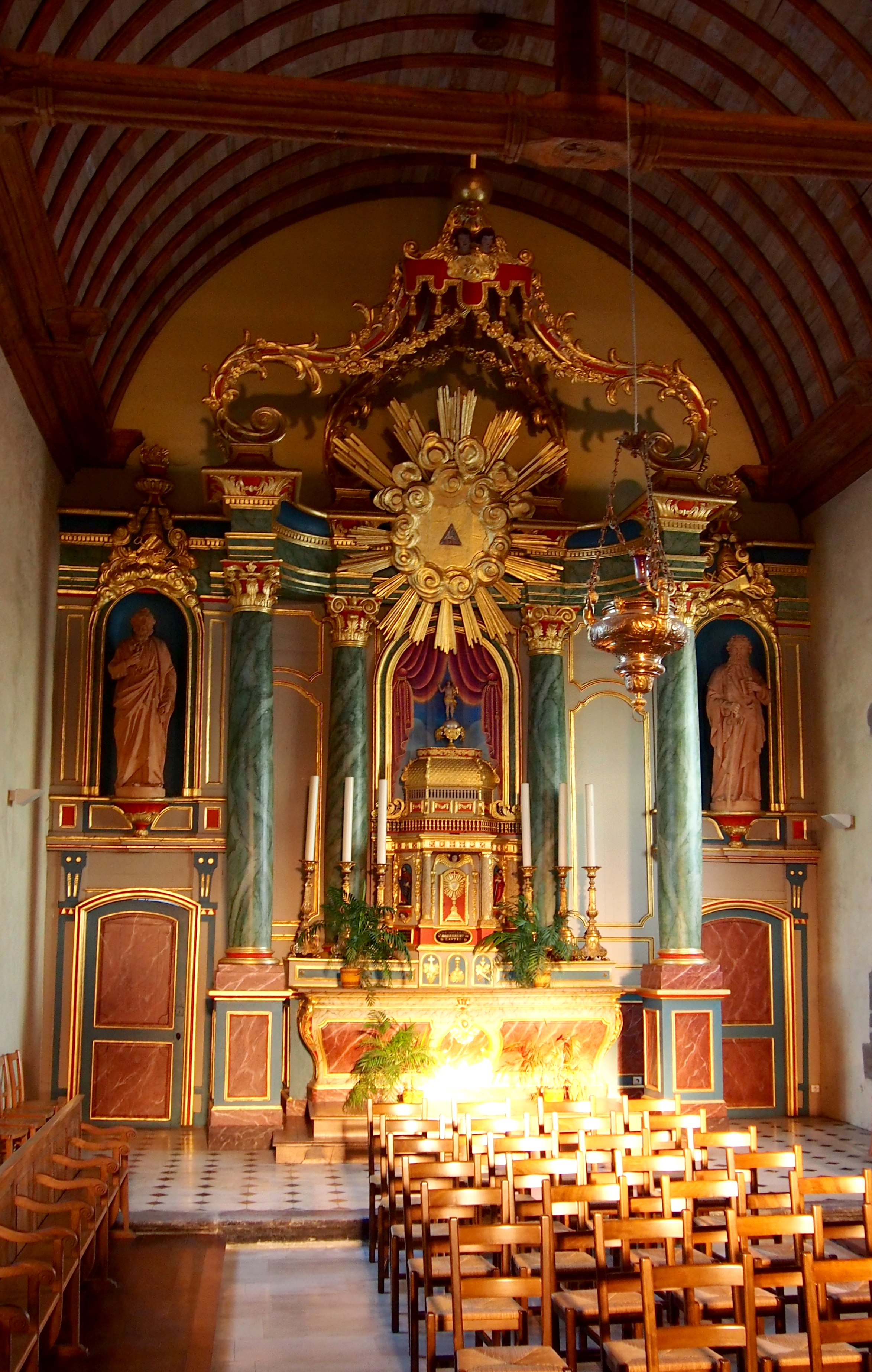
Le maitre-autel.
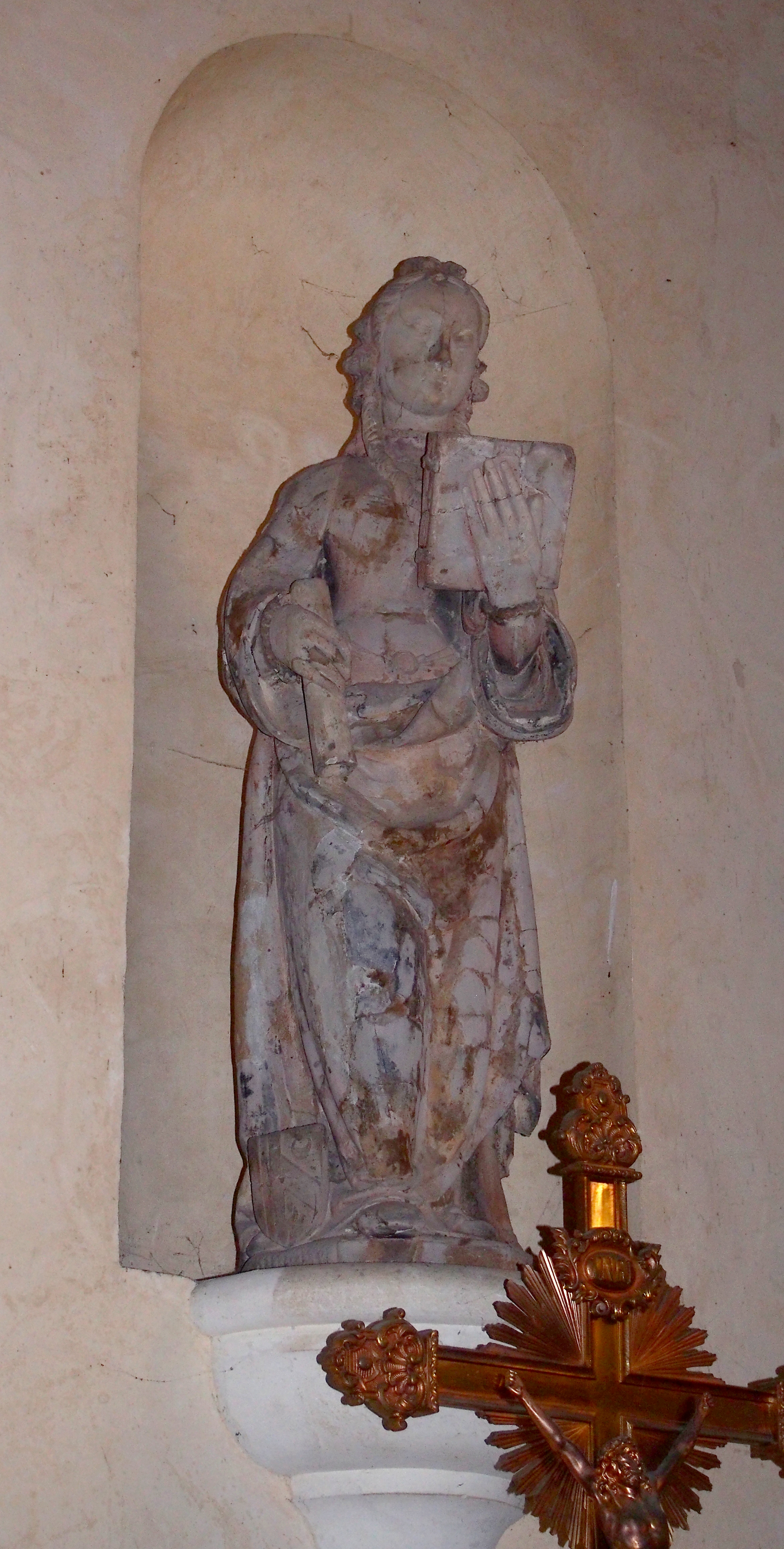
Statue de sainte.
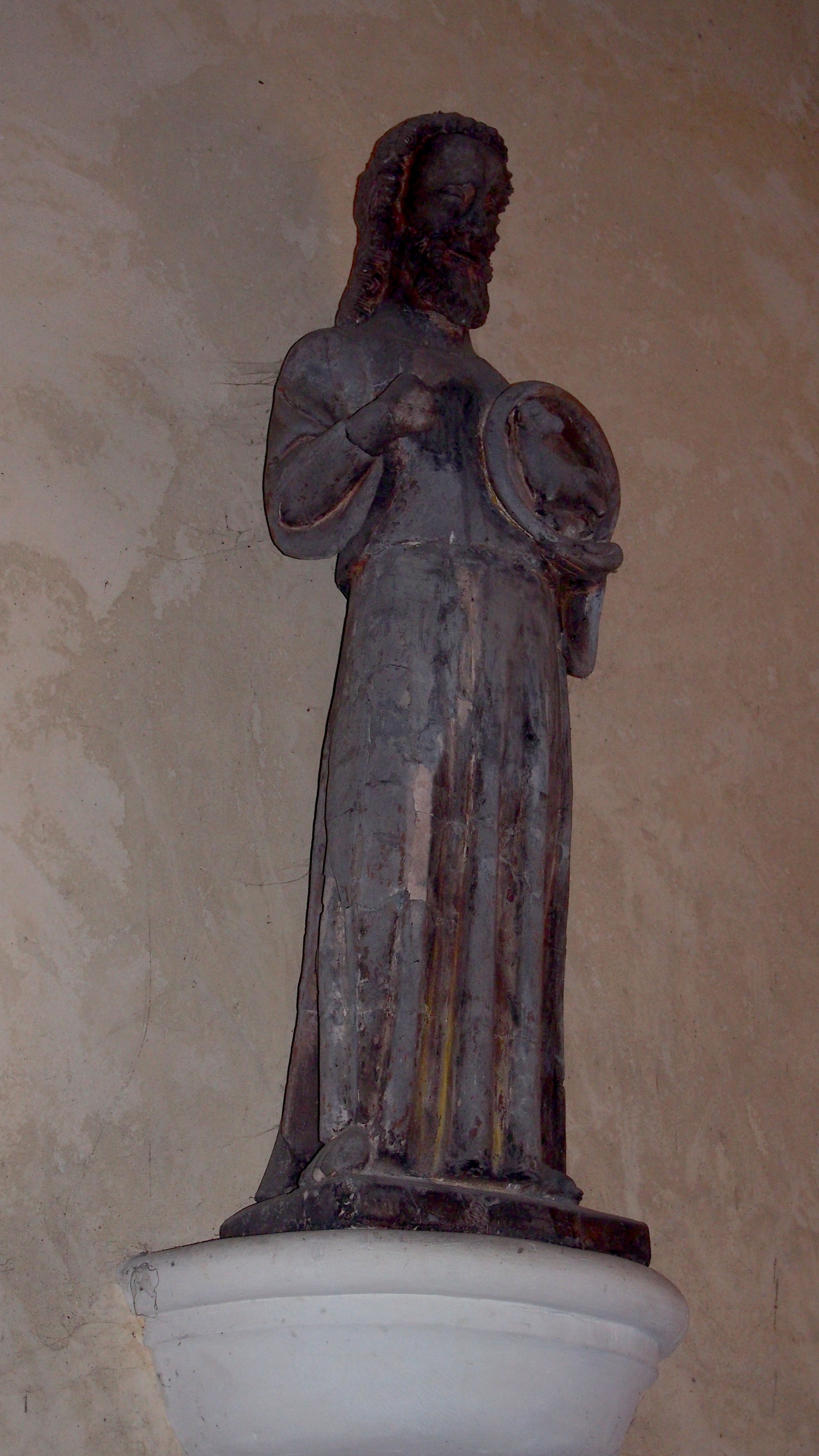
Statue de saint Jean-Baptiste.
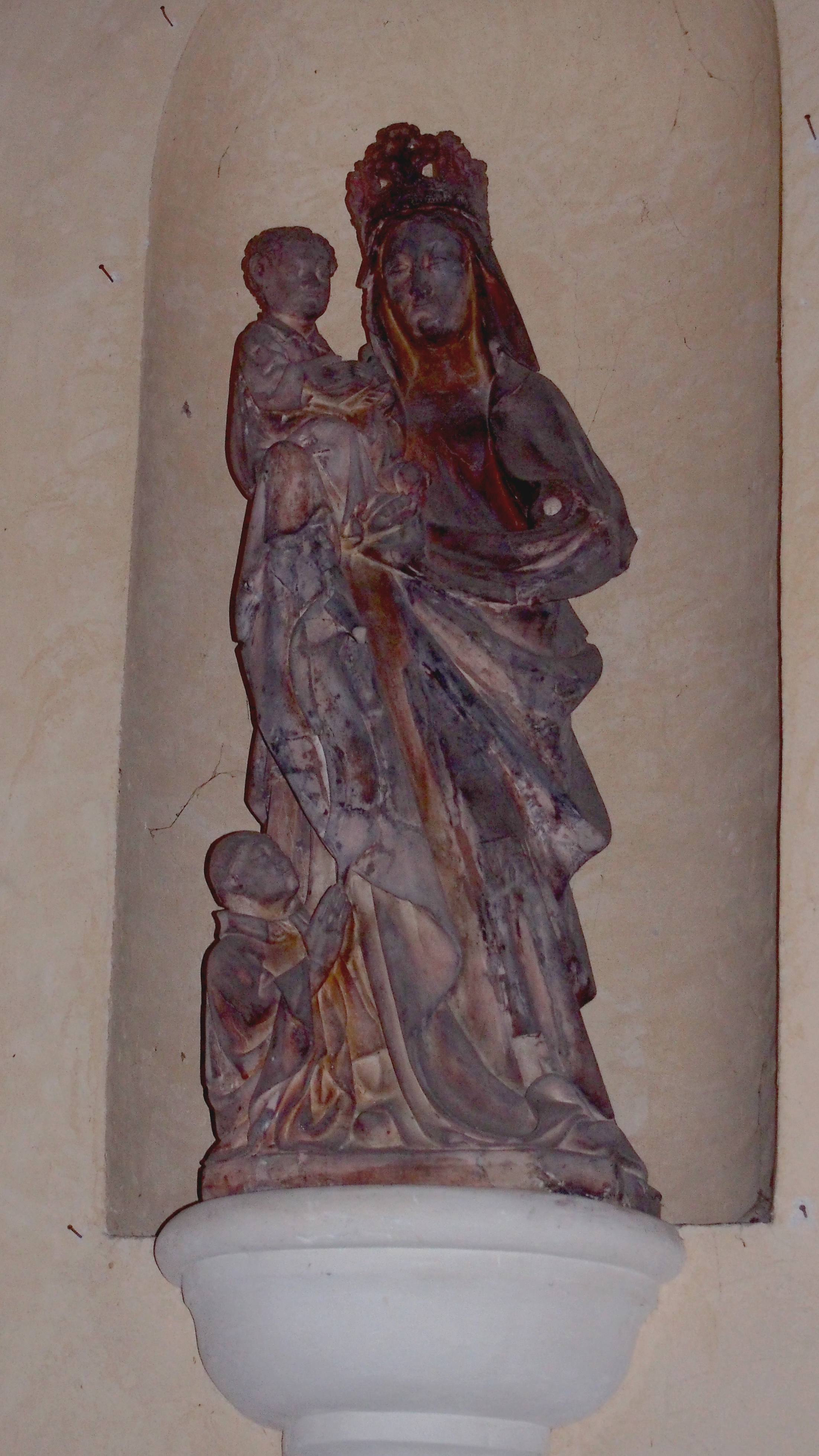
Vierge à l'Enfant.